# Svend Asmussen
Svend Harald Christian Asmussen (28. února 1916 Kodaň – 7. února 2017 Dronningmølle) byl dánský jazzový houslista. Věnoval se převážně swingu, jeho styl hry ovlivnil Stuff Smith. Ve Spojených státech byl známý pod přízviskem The Fiddling Viking.
Na housle hrál od sedmi let, v osmnácti vydal první desku. Ve třicátých letech se živil jako bavič na zámořských lodích v programu Josephiny Bakerové. Za druhé světové války hrál v orchestru Valdemara Eiberga a při tažení okupantů proti jazzmanům byl na půl roku uvězněn.
Po válce založil se zpěvačkou Alicí Babsovou a kytaristou Ulrikem Neumannem populární trio Swe-Danes. Dostal menší role ve filmech (např. Musik ombord a Drömsemester), účinkoval v revue Stiga Lommera, kromě houslí hrál příležitostně na vibrafon, flétnu a zpíval. Nahrál alba European Encounter s Johnem Lewisem a Jazz Violin Session s Dukem Ellingtonem, v roce 1967 vystoupil na jazzovém festivalu v Monterey. Nahrával u společnosti Storyville Records, spolupracoval s Bennym Goodmanem, Kenny Drewem, Rayem Nancem, Tootsem Thielemansem, Jean-Lucem Pontym, L. Subramaniamem a skupinou Made in Sweden. Veřejně vystupoval až do roku 2010.
Vydal autobiografii June Nights a byl o něm natočen dokumentární film Svend Asmussen: The Extraordinary Life and Music of a Jazz Legend. Zanechal po sobě bohatou sbírku hudebnin, kterou odkázal univerzitní knihovně v Odense. Jeho bratr Des Asmussen byl výtvarník, syn Claus hrál v poprockové skupině Shu-bi-dua.